# O Grande Abismo
O Grande Abismo/O Grande Divórcio é um livro de fantasia escrito por C. S. Lewis que mostra, alegoricamente, a ideia cristã de vida após a morte, especialmente com uma jornada individual ao inferno, purgatório, céu e a salvação. É um complementário de Cartas de um Diabo a seu Aprendiz, outro livro de Lewis que mostra cartas de um diabo sobre manipulações mentais para trazer um humano para o inferno.
O título original era "Who Goes Home?" (Quem vai para casa?, em tradução literal) mas o título foi alterado para "The Great Divorce, a dream" ("O Grande Abismo, um sonho" - tradução Editora Vida; "O grande divórcio" - tradução Thomas Nelson Brasil) por insistência do seu agente. O título se refere ao livro de William Blake, O Matrimônio do Céu e do Inferno. O Grande Abismo foi publicado primeiramente como uma série em um jornal anglicano chamado The Guardian em 1944, e em 1945 foi publicado em livro.

## Fonte de ideias para o livro
C. S. Lewis teve diversos materiais para consultar para criar O Grande Abismo, incluindo trabalhos de Santo Agostinho, Dante Alighieri, John Milton, John Bunyan, Emanuel Swedenborg e Lewis Carroll, um escritor americano (cujo nome Lewis esqueceu, e o cita no prefácio do livro), George MacDonald (que Lewis usa como um personagem da história). Dante, Prudentius e Jeremy Taler são citados no capítulo 9. O trabalho de Aristoteles é citado no capítulo 1, no começo da história.

## Resumo do livro
Nesta obra, o narrador de repente e inexplicavelmente, se encontra em uma triste e medonha cidade (A cidade  cinza, representação do Inferno). Ele então fica esperando um ônibus que levaria ele, e outras pessoas, para algum outro lugar. Dentro do ônibus, ele conversa com vários passageiros durante a viagem. Quando o ônibus chega ao seu destino e seus passageiros saem do ônibus, descobrem que são fantasmas.
Figuras brilhantes, homens e mulheres iguais aos que temos na terra, vão ao encontro dos viajantes e tentam convencê-los para arrependerem-se e poderem entrar no céu. Eles prometem aos fantasmas viajantes progresso e subida, que iram se transformar e que iriam se acostumar ao clima do campo e que não sentiriam nenhum desconforto depois. Estas figuras, chamadas de espíritos, eram diferentes dos fantasmas, e ofereciam ajuda aos últimos para a jornada ao topo da montanha e o nascer do Sol.
Quase todos os fantasmas escolheram voltar para A Cidade Cinza, dando várias razões e desculpas.
O narrador se encontra com o escritor Georgie MacDonald, que vira seu mentor e lhe guia na jornada. MacDonald explica que é possível que uma alma que escolhe permanecer no céu todavia ir para a Cidade Cinza, que aquela experiência na terra é uma extensão do céu. Ao mesmo tempo, o mal do Inferno trabalha tardiamente na vida deles para tentar fazê-los voltar ao inferno.
Em uma das partes do livro, MacDonald diz que o Céu e o Inferno não podem coexistir em uma mesma alma e o Inferno por sua vez, deve sair para o Céu entrar.
O narrador pergunta se isto tudo é um sonho, e MacDonald acaba confirmando. O uso do jogo de xadrez é uma imagem que correspondente dos elementos do sonho, e que é remanescente dos livros Alice no País das Maravilhas e Alice no País do Espelho de Lewis Carroll.
Perto do fim, o narrador expressa terror e agonia restante de seu fantasma interior e da chegada do completo amanhecer no céu, comparando a experiência com ter grandes blocos caindo em um corpo. Este paralelo pode ser feito com o dia do julgamento em O Peregrino.
O livro acaba com o narrador acordando, como um tipo de imitação de O Peregrino, cuja ultima frase da primeira parte é "Então eu despertei, e era um sonho."

## Personagens principais
- O Narrador - foco principal da narrativa.
- Georgie MacDonald - o escritor, cujo atos são seguidos pelo narrador.
- E vários outros personagens que mostram importantes ideias de C. S. Lewis.

## Alusões e referências a outros trabalhos
Lewis utilizou propositalmente alguns elementos de "A Divina Comédia" de Dante e "O Peregrino" de John Bunyan. Ele também credita a ideia que o Inferno existe dentro do Céu, mas "pequeno como um átomo" das suas leituras de ficção científica.

## Músicas inspiradas em O Grande Abismo
- "The Great Divorce", de Callisto, de seu álbum The Nature Unfolds.
- "The High Countries" escrita por Sandra McCracken e cantada pela banda Caedmon's Call, no álbum Back Home.
- O álbum "Ghosts and Spirits" de Phil Woodward.
- "Part One" e "Endless Day" da banda Wavorly no álbum Conquering the Fear of Flight.
- "C. S. Lewis Song" de Brooke Fraser no álbum Albertine.
- "Blanket of Ghosts" de Dustin Kensrue no álbum Please Come Home.

## Filme
Foi anunciado que a Beloved Pictures está adaptando o livro para os cinemas.